# 自立型人材
自立型人材（じりつがたじんざい）とは企業において、自ら課題を見つけ出し主体的に動く人材のことをさす。自律型人材の字が当てられることもある。

## 社会的要因
グローバル化が進む中で、企業を取り巻く環境と時代変化の中で企業が生き抜くために、状況変化に臨機応変に対応できる人材が必要となっている。
このことにより「指示・命令待ち型」の社員ではなく、自らが考え、判断し、行動できる「自立型」の人材が必要とされている。
2006年に日本経団連でも「あらゆる組織で自律型人材を求めている」と提言を発表している。